# Глизон, Эндрю
Эндрю Глизон (англ. Andrew Mattei Gleason; 4 ноября 1921, Фресно, Калифорния — 17 октября 2008) — американский математик, известный своим решением пятой проблемы Гильберта, участием в расшифровке кодов во время Второй мировой войны и реформированием преподавания математики — реформа называемая «Новая математика».
В его честь названы теорема Глизона и граф Глинвуда — Глизона.

## Биография
Родился в Фресно (Калифорния), был младшим из троих детей в семье. Его отец — ботаник и эколог Генри Аллан Глизон. Окончил Йельский университет в 1942 году и до 1946 года служил в Военно-морском флоте США, где он был членом команды, ответственной за раскрытие японских кодов.
В 1946 году был избран членом общества Гарвардского университета (англ. Harvard Society of Fellows). До 1992 года был профессором математики и философии Гарвардского университета. Глизон стал известен после своего решения пятой проблемы Гильберта (совместно с Дином Монтгомери и Лео Циппином).

## Членство в академиях
Глизон был избран членом Национальной академии наук США, Американского философского общества и Американской академии искусств и наук. В 1981—82 годах был президентом Американского математического общества.